# Torre Endoménech

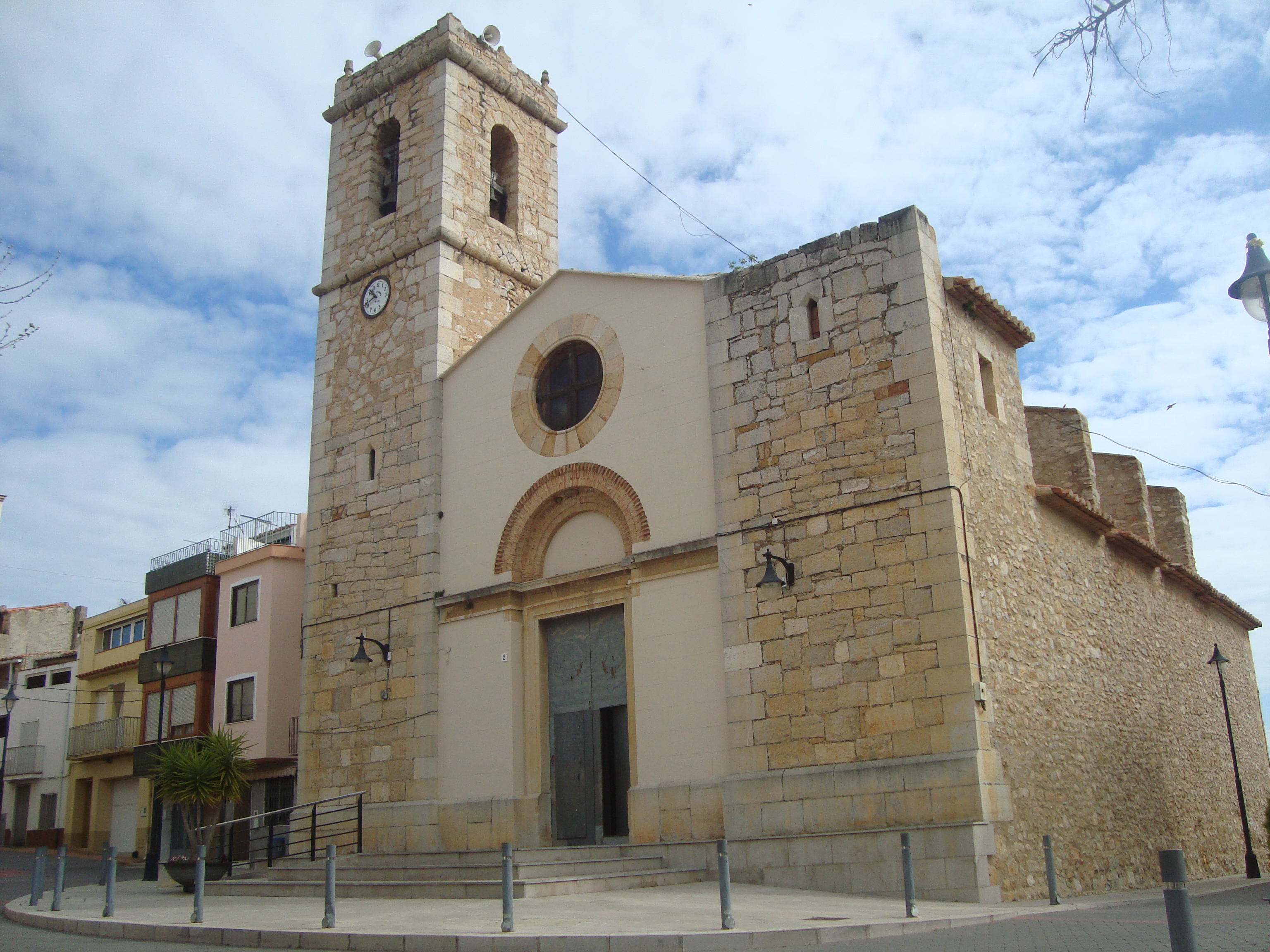
La Torre d'en Doménec

Torre Endoménech település Spanyolországban, Castellón tartományban. Torre Endoménech Vilanova d’Alcolea községgel határos. Lakosainak száma 182 fő (2024).

## Népesség
A település népessége az elmúlt években az alábbi módon változott:
| Lakosok száma | 230  | 238  | 248  | 236  | 265  | 213  | 212  | 180  | 157  | 182  |
|               | 2001 | 2004 | 2006 | 2009 | 2011 | 2014 | 2016 | 2019 | 2021 | 2024 |

## További információk

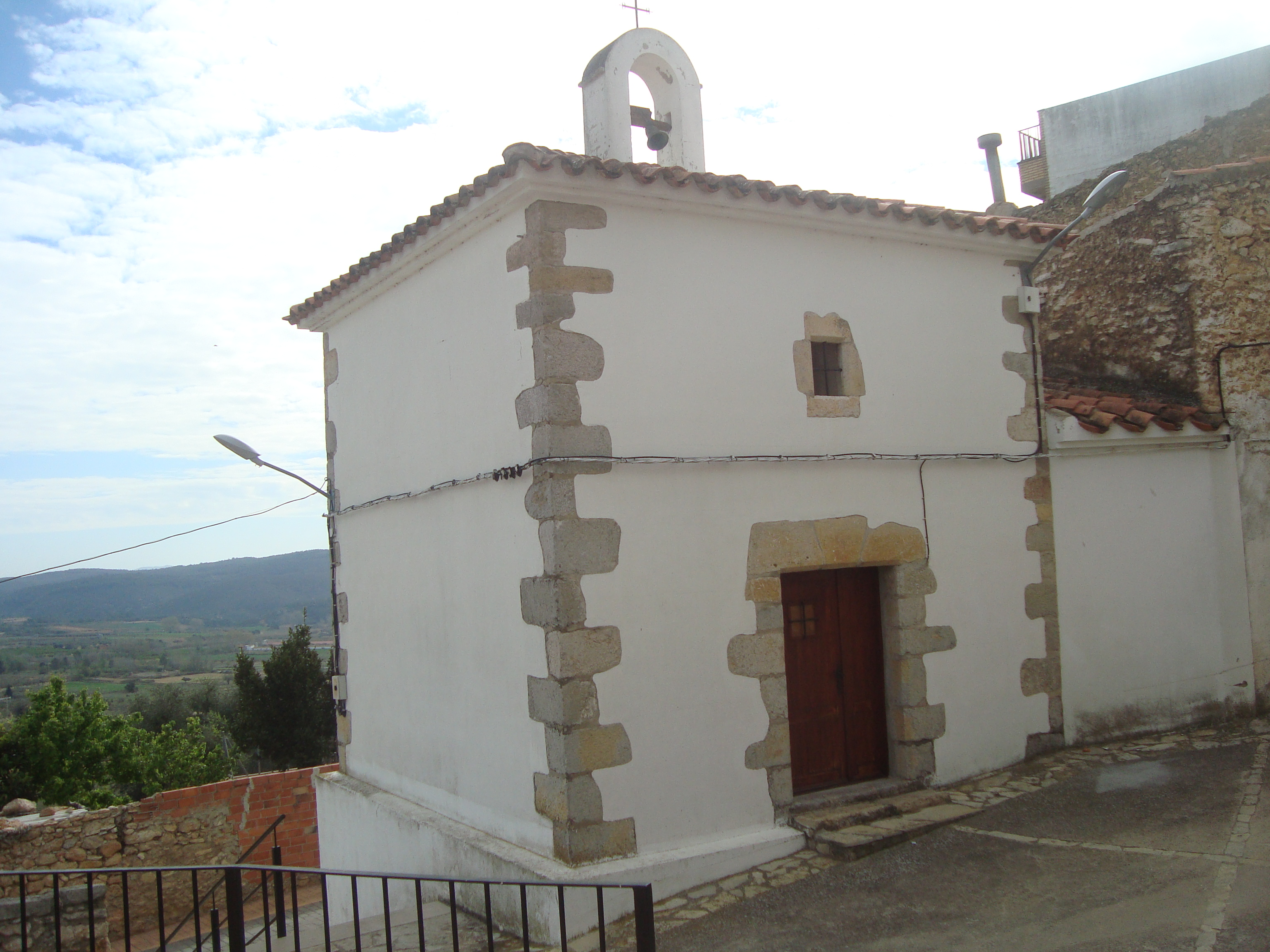
La Torre d'en Doménec

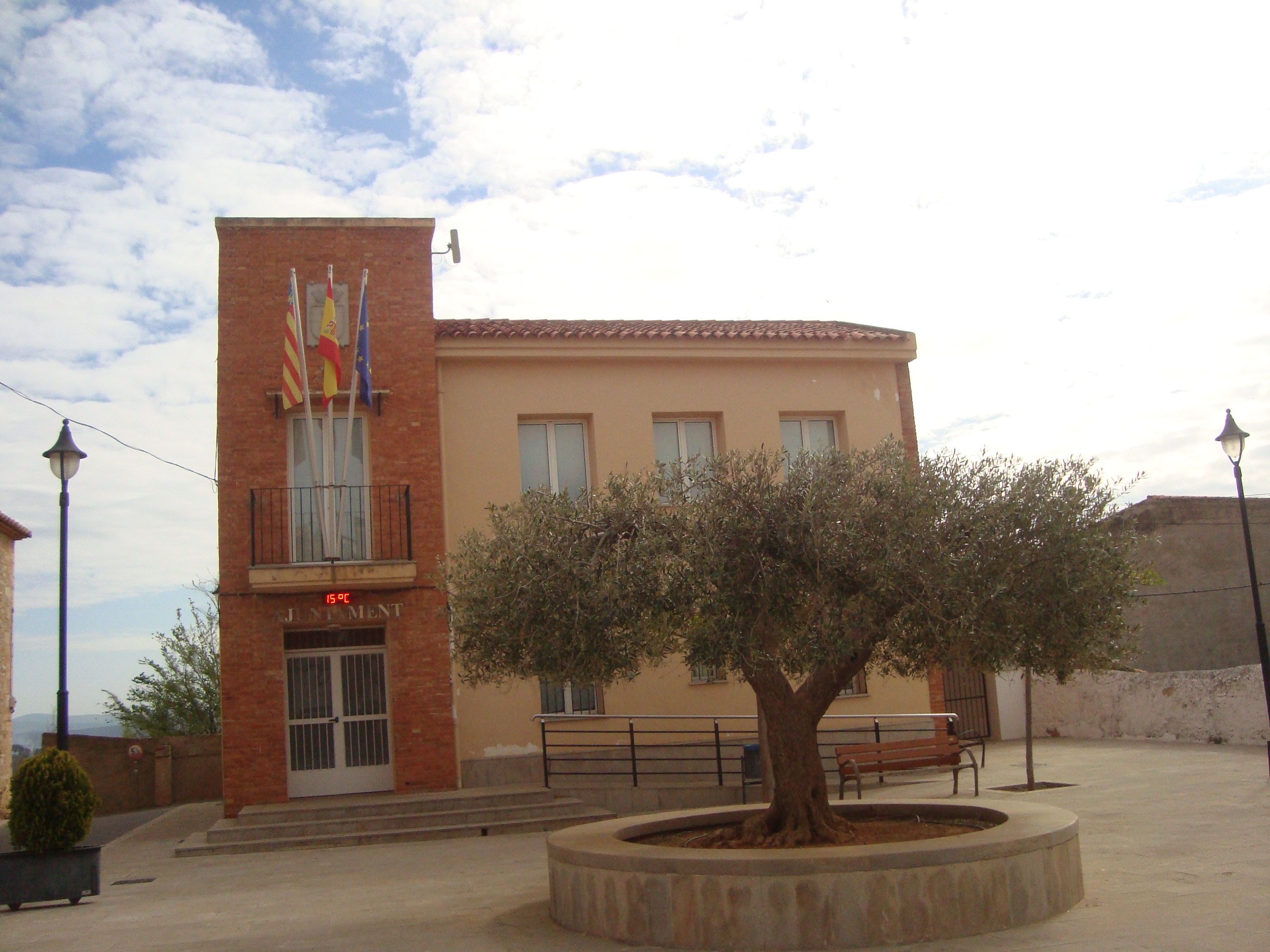
La Torre d'en Doménec

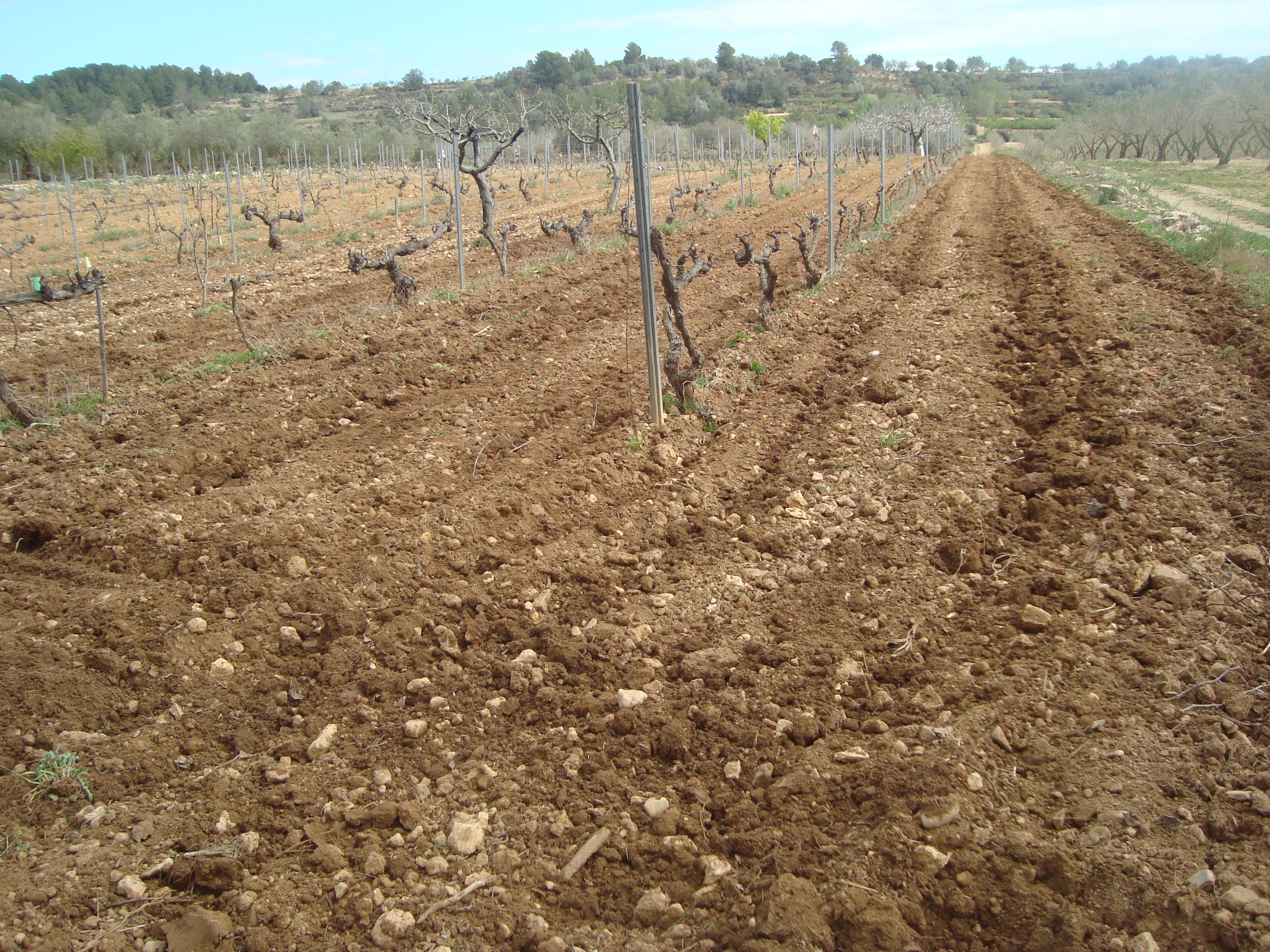
La Torre d'en Doménec